# 迷宫魔兽
《迷宫魔兽》是一款由FTL Games公司制作和发行的角色扮演类游戏。游戏最初于1987年在Atari ST上发行。游戏后也在Amiga、TurboGrafx-CD、Sharp X68000、PC-9801和FM Towns等平台发行。
本游戏为早期网格化的3D游戏。相对于同一时期传统的回合制游戏，迷宫魔兽为一个实时游戏。
本游戏在最初发行当年共售出4万份。